# Kobietobójstwo w Ciudad Juárez

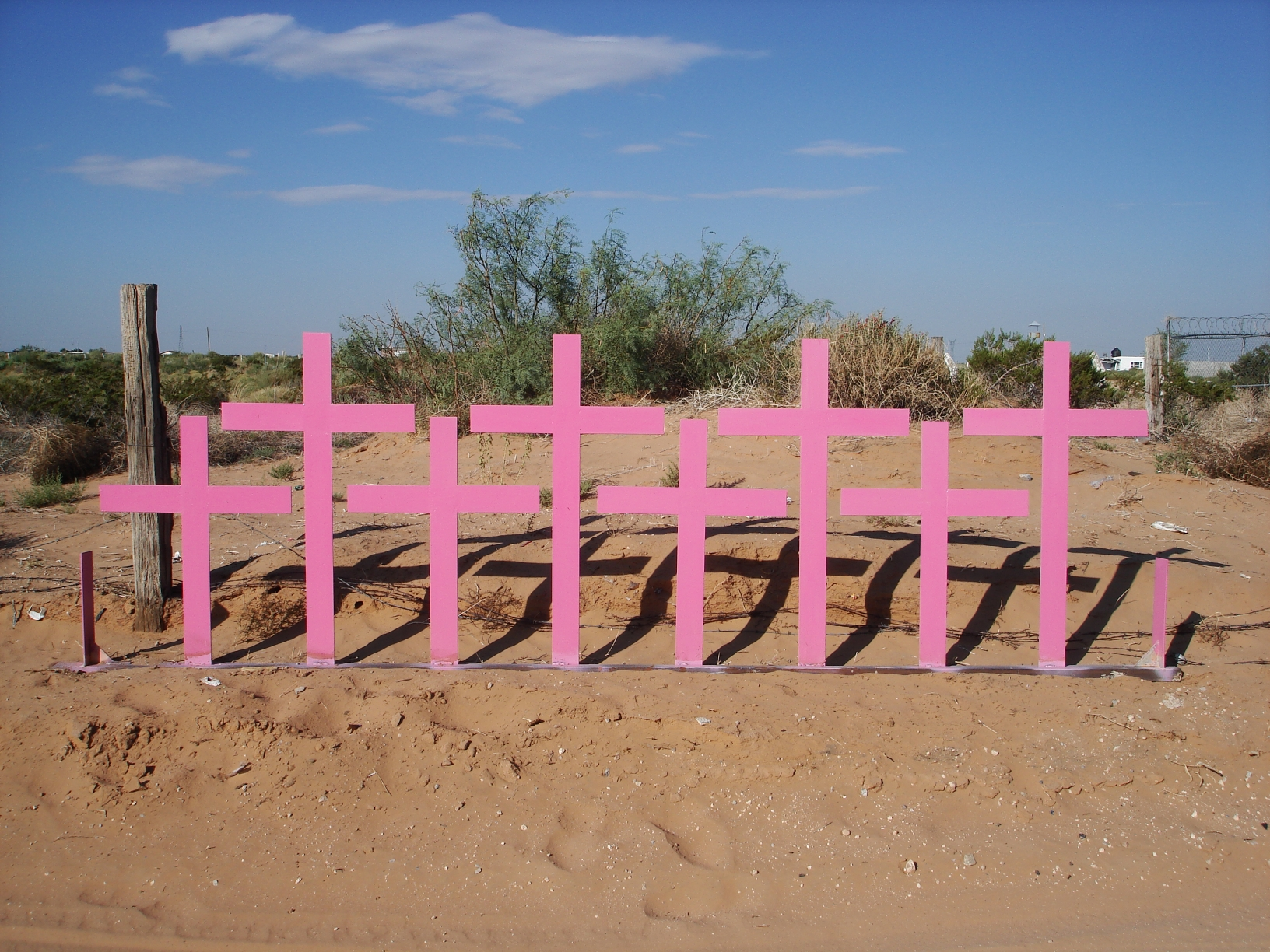
Różowe krzyże są symbolicznym upamiętnieniem ofiar kobietobójstw – te umieszczono Lomas del Poleo w Ciudad Juárez, w miejscu, gdzie znaleziono ciała ośmiu kobiet

Kobietobójstwo w Ciudad Juárez – kobietobójstwo dokonywane od 1993 roku w Ciudad Juárez.
W Ciudad Juárez od 1993 roku masowo dochodzi do morderstw kobiet. Większość znalezionych ofiar zostało zamordowanych w podobny sposób: uprzednio je porywano, by następnie poddawać torturom, gwałcić i mordować. Większość zaginionych i zamordowanych kobiet przed śmiercią pracowało w przygranicznych fabrykach (maquiladora industries).   
Do nagłośnienia zjawiska przyczyniło się odnalezienie ciał 8 zamordowanych kobiet na polu bawełny (Campo Algodonero) w 2001 roku. W miejscu, gdzie odkryto wtedy nielegalny cmentarz stoją dziś różowe krzyże z czarnymi wypisanymi na nich imionami zamordowanych kobiet.
W 2011 roku w Meksyku uznano kobietobójstwo jako oddzielne przestępstwo, za które grozi 60 lat pozbawienia wolności (o 10 lat więcej w porównaniu do „zwykłego” morderstwa).

## Liczba ofiar
Od 1993 roku do lutego 2005 roku ofiarami morderstw w miastach Ciudad Juárez i Chihuahua padło ponad 370 kobiet. 
Od 1993 roku do 2007 roku w Ciudad Juárez zamordowano 494 kobiet, dziewczyn i dziewczynek, ale nie wszystkie były ofiarami systematycznego kobietobójstwa.
W samym 2010 roku w Ciudad Juárez zamordowano 247 kobiet (dla porównania, w stanie Chihuahua zamordowano wtedy 270 kobiet; morderstwa kobiet w Ciudad Juárez stanowiły więc prawie 91,5% morderstw kobiet w całym stanie), zaś od stycznia do sierpnia 2011 roku w Ciudad Juárez zamordowano 130 kobiet (w całym stanie miały zaś miejsce 222 morderstwa kobiet, więc w Ciudad Juárez miało miejsce niemal 60% z nich).

## Oskarżeni
W 1995 roku zatrzymano pierwszego podejrzanego, którym był pochodzący z Egiptu Abdul Latif Sharif, zwany przez media „Egipcjaninem” lub „Rozpruwaczem z Juárez”, który był kierownikiem kadr jednej z fabryk, w której pracowało większość zamordowanych kobiet. W 1996 roku zatrzymano kolejne osoby, członków gangu Los Rebeldes oraz ich szefa – „el Diablo”. To im z więzienia Sharif miał zlecać kolejne zabójstwa, za które miał im płacić po 600 dolarów od ofiary. „El Cerillo” oraz „la Foca”, kierowcy autobusów jeżdżących do fabryk, w których pracuje wiele kobiet, i z których najczęściej one giną, przyznali się do zarzucanych im czynów popełnienia zbrodni, jednak jak przyznali później, ich zeznania wymuszone zostały siłą. Sprawa nadal jest uważana za nierozwiązaną (stan na sierpień 2020).

## Przyczyny
Wśród przyczyn kobietobójstwa, zarówno w Meksyku, jak i w podobnych zdarzeń w Gwatemali, Hondurasie oraz Salwadorze uważana wymienia się wpływ kultury macho w Ameryce Łacińskiej i wyrosły z niej kult mężczyzny, na uprzedmiotowienie i niską pozycję społeczną kobiet. Jako jedną z kolejnych przyczyn zjawiska wymienia się narkobiznes, który na terenach pogranicza (meksykańsko-amerykańskiego) jest szczególnie obecny. Wojna karteli narkotykowych dotyka bowiem całe społeczeństwo, a śmierć kobiet może bywać tylko wyrównywaniem porachunków między gangami. Teorie społeczne wśród powodów wymieniają także morderstwa rytualne, handel żywym towarem, handel organami oraz snuff films (filmy „ostatniego tchnienia”) jako przyczy tych zbrodni. Zwraca się także uwagę na dużą bezkarność morderców kobiet, którzy w większości pozostają na wolności.

## W kulturze
W związku ze zbrodniami w Ciudad Juárez, powstała książka „Miasto – morderca kobiet” („La ville qui tue les femmes: Enquête à Ciudad Juarez”, wyd. 2005) autorstwa dwóch francuskich dziennikarzy – Jeana-Christophe'a Rampala oraz Marca Fernandeza. Autorzy, po dwuletnim dziennikarskim śledztwie, zebrali materiały na temat morderstw, które były podstawą do napisania tej książki. Na kanwie tych wydarzeń w 2006 roku powstał również film „Miasto śmierci” z Jennifer Lopez i Antonio Banderasem w rolach głównych. O wydarzeniach mających miejsce w Ciudad Juárez mówią także piosenki „Juárez” Tori Amos, „Las mujeres de Juárez” zespołu Los Tigres del Norte oraz „Invalid Litter Dept.” zespołu At the Drive-In.